# Bitis rhinoceros
La vipera del Gabon occidentale (Bitis rhinoceros (Schlegel, 1855)), è una specie di vipera appartenente al genere Bitis, di abitudini prevalentemente notturne, è riscontrabile nelle savane e foreste dell'Africa occidentale.

## Descrizione

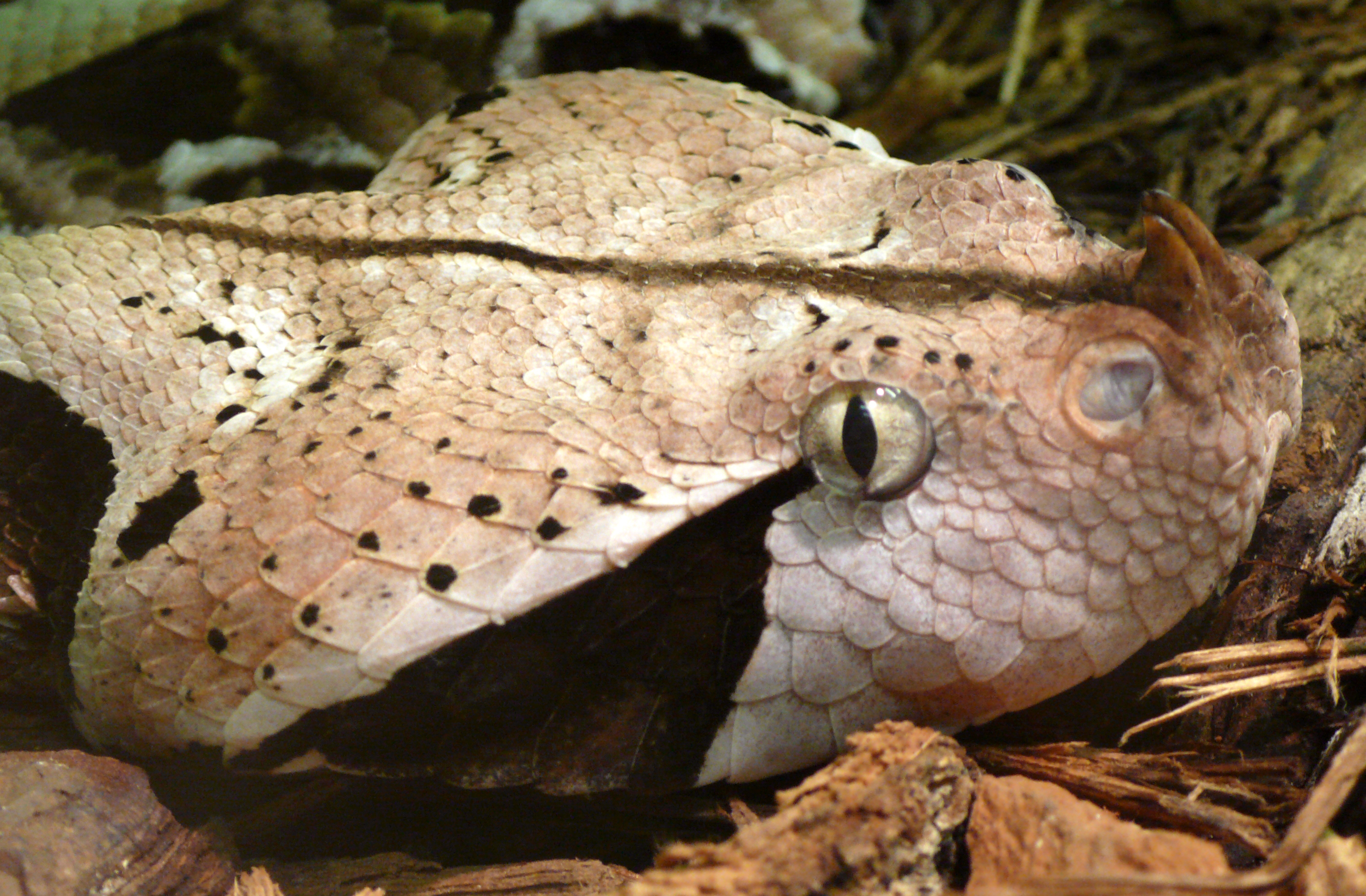
Particolare della testa

La vipera del Gabon occidentale è una vipera di grosse dimensioni, supera i 170 cm di lunghezza e i 10 kg di peso. È di aspetto simile alla mediamente più piccola vipera del Gabon (Bitis gabonica), dalla quale si distingue per la presenza di due squame nasali a forma di corno e dall'assenza della linea chiara che separa in due parti la macchia scura triangolare sul volto di B. gabonica.

## Distribuzione e habitat
Questa specie è diffusa in Costa d'Avorio, Ghana, Guinea, Liberia, Sierra Leone e Togo, dove predilige ambienti umidi come foreste pluviali e savane alberate fino a 1520 m di altitudine.

## Conservazione
L'IUCN considera questa vipera come una specie a rischio minimo di estinzione, in quanto risulta diffusa e comune in tutto il suo areale e dimostra anche capacità adattative ai cambiamenti nel suo habitat.